# تازغدرة (البيبان)
تازغدرة هي إحدى مشيخات المملكة المغربية، تتبع جغرافيا لإقليم تاونات وإداريًا لالبيبان. يقدر عدد سكانها بـ 2757 نسمة حسب الإحصاء الرسمي للسكان والسكنى لسنة 2004.